# Marta Mangiucca
Marta Mangiucca (Roma, 25 aprile 1991) è un'attrice italiana.

## Biografia
Esordisce come attrice nel 2000 con numerose fiction televisive come la terza serie di Distretto di polizia e la prima e seconda serie Sei forte, maestro. Al cinema recita nei film Tickets e Troppo belli del 2005, e Ho voglia di te del 2007.
Nel 2008 e nel 2009 è nel cast della prima stagione miniserie televisiva I liceali, con la regia di Lucio Pellegrini.
Nel 2008 è inoltre tra i protagonisti del film Quell'estate, regia di Guendalina Zampagni, presentato al Festival Internazionale del Film di Roma.
Nel 2015 esce il film Sidetracked dal regista Britannico Francesco Bori, in cui Marta ottiene la parte della protagonista Annette. Il film ha successo nel giro dei festival guadagnando il Van Gogh Grand Jury Prize alla Amsterdam Film Festival 2016 e ottiene 5 candidature all'International Filmmaker Festival of World Cinema, Milan 2016 tra cui per Marta come Best Lead Actress in a Short Film.

## Filmografia

### Cinema
- Tickets, regia di Abbas Kiarostami, Ken Loach e Ermanno Olmi (2005)
- Troppo belli, regia di Ugo Fabrizio Giordani (2005)
- Ho voglia di te, regia di Luis Prieto (2007)
- Quell'estate, regia di Guendalina Zampagni (2008)
- Tutti i santi giorni, regia di Paolo Virzì (2012)
- Sidetracked, regia di Francesco Bori (2015)

### Televisione
- Sei forte, maestro, regia di Ugo Fabrizio Giordani e Alberto Manni (2000)
- Casa famiglia, regia di Riccardo Donna (2001) - 1 episodio
- Sei forte, maestro 2, regia di Ugo Fabrizio Giordani e Claudio Risi (2001)
- Distretto di polizia 3, regia di Fabrizio Bava e Riccardo Mosca (2002) - 1 episodio
- La squadra 4, registi vari (2003) - 16º episodio
- I liceali, regia di Lucio Pellegrini (2008)
- Noi, regia di Luca Ribuoli (2022) - 1º episodio

### Cortometraggi
- Come ti vorrei, regia di Arturo Filastò (2006)
- Uova, regia di Alessandro Celli (2007)